# Enhydrosoma herrerai
Enhydrosoma herrerai is een eenoogkreeftjessoort uit de familie van de Cletodidae. De wetenschappelijke naam van de soort is voor het eerst geldig gepubliceerd in 1983 door Bell & Kern.